# Michael Watzke
Michael Watzke (* 12. April 1973 in Remscheid) ist ein deutscher Hörfunkjournalist, Drehbuchautor, Regisseur und Landeskorrespondent Bayern für den Deutschlandfunk (DLF) aus München.

## Leben
Watzke wurde in Remscheid im Stadtbezirk Lennep geboren. Er besuchte das Röntgen-Gymnasium und schrieb für die dortige Schülerzeitung „Die Waage“ und als freier Reporter für die Rheinische Post sowie für das Regionalstudio Wuppertal des WDR. 1993 besuchte er die Deutsche Journalistenschule. Watzke studierte Politik- und Kommunikationswissenschaft an der Ludwig-Maximilians-Universität München und in Washington, D.C. an der American University. 2002 wurde er Chefreporter bei Antenne Bayern. 2005 besuchte er die Drehbuchwerkstatt München. 2010 wechselte er zum DLF und wurde dort Landeskorrespondent.
Er ist Mitglied im Förderkreis der Deutschen Journalistenschule und Förderer der Akaflieg München.
Er ist Autor und Mitautor von mehr als 30 Sendungen des täglichen Magazins Hintergrund im DLF.

## Filmografie
- 2005: Spürst Du was? (Kurzspielfilm) als Regisseur und Drehbuchautor[4]
- 2007: Das letzte Stück Himmel (Fernsehfilm) als Drehbuchautor
- 2008: Das heimliche Geräusch (Kurzspielfilm) als Produzent, Regisseur und Drehbuchautor[5]

## Auszeichnungen
- 2003: Axel-Springer-Preis für junge Journalisten
- 2007: Nominierung ‚Bester Film‘ beim Fernsehfilm-Festival Baden-Baden für Das letzte Stück Himmel
- 2008: Robert-Geisendörfer-Preis für Das letzte Stück Himmel
- 2008: Preis der deutschen Filmkritik für Das heimliche Geräusch
- 2009: ‚Kurzfilm des Monats‘ (Prädikat besonders wertvoll) der FBW Wiesbaden für Das heimliche Geräusch[6]
- 2009: Publikumspreis der Bamberger Kurzfilmtage für Das Heimliche Geräusch
- 2010: Goldener Globus des Verbandes deutscher Reise-Journalisten[7]
- 2013: Medienpreis der Deutschen Gesellschaft für Geographie (DGfG)[8]